# Volkswagen 1,6
Volkswagens 1,6 liters motor blev i forskellige udførelser anvendt i Volkswagen, Audi, Seat og Škoda.
- 75 hk
- 101/102 hk
- 105 hk 16V
- 110/115 hk FSI

| Stub | Spire Denne bilrelaterede artikel er en spire som bør udbygges. Du er velkommen til at hjælpe Wikipedia ved at udvide den. |